# Campeonato Asiático de Atletismo de 2019 - Lançamento de martelo masculino
A prova do lançamento de martelo masculino do Campeonato Asiático de Atletismo de 2019 foi disputada entre os dias 23 e 24 de abril de 2019 no Estádio Internacional Khalifa em Doha, no Catar. 

## Recordes
Antes desta competição, os recordes mundiais e do campeonato nesta prova eram os seguintes:
|                       | Nome           | Nacionalidade   | Distância | Local     | Data                 |
| --------------------- | -------------- | --------------- | --------- | --------- | -------------------- |
| Recorde mundial       | Yuriy Sedykh   | União Soviética | 86m 74cm  | Estugarda | 30 de agosto de 1986 |
| Recorde do campeonato | Koji Murofushi | Japão           | 80m 45cm  | Colombo   | 10 de agosto de 2002 |
| Recorde asiático      | Koji Murofushi | Japão           | 84m 86cm  | Praga     | 29 de junho de 2003  |

## Medalhistas
| Ouro                  | Prata                       | Bronze                |
| Dilshod Nazarov (TJK) | Ashraf Amgad El-Seify (QAT) | Suhrob Khodjaev (UZB) |

## Cronograma
Todos os horários são locais (UTC+3)
| Data        | Hora  | Evento       |
| ----------- | ----- | ------------ |
| 23 de abril | 19:10 | Qualificação |
| 24 de abril | 18:50 | Final        |

## Resultados

### Qualificação
Qualificação: 70,00 m  (Q) ou as 12 melhores marcas (q). 
| Posição | Atleta                 | Nacionalidade  | #1    | #2    | #3    | Resultados | Notas                |
| ------- | ---------------------- | -------------- | ----- | ----- | ----- | ---------- | -------------------- |
| 1       | Ashraf Amgad El-Seify  | Catar          | 69.10 | 69.81 | 74.92 | 74.92      | Q,                   |
| 2       | Dilshod Nazarov        | Tajiquistão    | 71.46 |       |       | 71.46      | Q,                   |
| 3       | Lee Yun-chul           | Coreia do Sul  | 66.94 | 68.79 | 69.67 | 69.67      | q                    |
| 4       | Mergen Mämmedow        | Turquemenistão | 67.31 | 69.62 | –     | 69.62      | q,                   |
| 5       | Suhrob Khodjaev        | Uzbequistão    | 69.62 | –     | –     | 69.62      | q                    |
| 6       | Wang Shizhu            | China          | 68.21 | 68.14 | 67.29 | 68.21      | q                    |
| 7       | Ali Al-Zinkawi         | Kuwait         | x     | 68.20 | –     | 68.20      | q                    |
| 8       | Guo Kun                | China          | 65.11 | 66.81 | x     | 66.81      | q                    |
| 9       | Ahmed El-Sify          | Catar          | 64.18 | 65.54 | 64.41 | 65.54      | q,                   |
| 10      | Jackie Wong Siew Cheer | Malásia        | 63.84 | 64.83 | 65.33 | 65.33      | q                    |
| 11      | Kunihiro Sumi          | Japão          | 64.22 | 65.28 | x     | 65.28      | q                    |
| 12      | Amanmyrat Hommadow     | Turquemenistão | 58.12 | 58.79 | 63.41 | 63.41      | q,                   |
| 13      | Kittipong Boonmawan    | Tailândia      | 62.74 | 60.96 | 61.31 | 62.74      | Recorde da temporada |
| 14      | Khalil Bedoui          | Catar          | 59.98 | x     | x     | 59.98      |                      |
| 15      | Yudai Kimura           | Japão          | x     | 59.62 | x     | 59.62      |                      |
| 16      | Rashed Al-Failkawi     | Kuwait         | 53.53 | 58.21 | x     | 58.21      |                      |
| 17      | Mahmood Al-Gohary      | Bahrein        | x     | x     | x     | NM         |                      |

### Final
| Posição           | Atleta                 | Nacionalidade  | #1    | #2    | #3    | #4    | #5    | #6    | Resultados | Notas                |
| ----------------- | ---------------------- | -------------- | ----- | ----- | ----- | ----- | ----- | ----- | ---------- | -------------------- |
| Medalha de ouro   | Dilshod Nazarov        | Tajiquistão    | 72.31 | 70.91 | 72.65 | 73.28 | 76.14 | 75.86 | 76.14      | Recorde da temporada |
| Medalha de prata  | Ashraf Amgad El-Seify  | Catar          | 72.55 | 73.27 | x     | 73.06 | 71.30 | 73.76 | 73.76      |                      |
| Medalha de bronze | Suhrob Khodjaev        | Uzbequistão    | x     | 71.28 | 71.86 | 72.85 | 72.80 | 72.39 | 72.85      |                      |
| 4                 | Ali Al-Zinkawi         | Kuwait         | x     | 70.91 | x     | x     | x     | x     | 70.91      |                      |
| 5                 | Lee Yun-chul           | Coreia do Sul  | 66.52 | 67.09 | 69.19 | 69.81 | 69.71 | 67.06 | 69.81      |                      |
| 6                 | Wang Shizhu            | China          | 68.89 | 67.31 | 67.56 | 67.06 | 68.58 | 68.26 | 68.89      |                      |
| 7                 | Guo Kun                | China          | x     | 66.34 | 65.76 | 67.01 | 66.86 | x     | 67.01      |                      |
| 8                 | Jackie Wong Siew Cheer | Malásia        | 63.48 | 65.70 | 67.01 | x     | 65.65 | 66.40 | 67.01      | Recorde nacional     |
| 9                 | Kunihiro Sumi          | Japão          | 64.93 | 64.06 | 65.86 |       |       |       | 65.86      |                      |
| 10                | Ahmed El-Sify          | Catar          | 65.08 | 63.86 | 61.93 |       |       |       | 65.08      |                      |
| 11                | Amanmyrat Hommadow     | Turquemenistão | 61.67 | 61.59 | 60.45 |       |       |       | 61.67      |                      |
| 12                | Mergen Mämmedow        | Turquemenistão | x     | x     | x     |       |       |       | NM         |                      |

Legenda
| Recorde mundial       | Recorde mundial (World record)               |                       | Recorde africano                      | Recorde africano (African) |                                           | Q | Classificado por posição (Qualified) |
| Recorde do campeonato | Recorde do campeonato (Championship record)  | Recorde da América    | Recorde da América (Americas)         | q                          | Classificado por melhor tempo (Qualified) |   |                                      |
| Melhor marca do ano   | Melhor marca do ano (World leading)          | Recorde asiático      | Recorde asiático (Asian)              | DNS                        | Não largou (Did not start)                |   |                                      |
| Recorde nacional      | Recorde nacional (National record)           | Recorde europeu       | Recorde europeu (European)            | DNF                        | Não terminou (Did not finish)             |   |                                      |
| Recorde pessoal       | Recorde pessoal do atleta (Personal best)    | Recorde da Oceania    | Recorde da Oceania (Oceania)          | DSQ / DQ                   | Desclassificado (Disqualified)            |   |                                      |
| Recorde da temporada  | Recorde da temporada do atleta (Season best) | Recorde sul-americano | Recorde sul-americano (South America) | NM                         | Sem marca (No mark)                       |   |                                      |